# Wojciech Nowicki (lekkoatleta)
Wojciech Nowicki (ur. 22 lutego 1989 w Białymstoku) – polski lekkoatleta specjalizujący się w rzucie młotem, mistrz olimpijski (Tokio 2020), wicemistrz świata 2022.
4 sierpnia 2021 zdobył w Tokio złoto igrzysk olimpijskich, ustanawiając rekord życiowy 82,52 m (3. wynik w historii polskiej lekkoatletyki). Brązowy medalista igrzysk olimpijskich (Rio de Janeiro 2016). Pięciokrotny medalista mistrzostw świata (srebrne medale w 2022, 2023 i brązowe w 2015, 2017 oraz 2019). Trzykrotny mistrz Europy (Berlin 2018, Monachium 2022 i Rzym 2024).

## Lata młodości
W szkole podstawowej trenował piłkę nożną w Jagiellonii Białystok. Rzut młotem zaczął trenować w Podlasiu Białystok, w czasach liceum, w wieku 18 lat.

## Kariera sportowa
Złoty medalista lekkoatletycznych Mistrzostw Europy w 2018 w Berlinie. Brązowy medalista Igrzysk Olimpijskich 2016.
Brązowy medalista mistrzostw świata z 2015 roku w Pekinie z wynikiem 78,55 m, z 2019 roku w Doha z wynikiem 77,69 m oraz brązowy medalista mistrzostw Europy z 2016 roku w Amsterdamie z wynikiem 77,53.
Piąty zawodnik mistrzostw Europy młodzieżowców z 2011 roku.
Medalista mistrzostw Polski seniorów – ma w dorobku trzy złote (Białystok 2017, Lublin 2018, Włocławek 2020), pięć srebrnych (Toruń 2013, Szczecin 2014, Kraków 2015, Bydgoszcz 2016 i Radom 2019) oraz dwa brązowe medale (Bydgoszcz 2011 i Bielsko-Biała 2012). Trzy razy w karierze stawał na podium młodzieżowych mistrzostw Polski – zdobył jedno srebro (Gdańsk 2011) oraz dwa brązy (Bielsko-Biała 2009 i Kraków 2010).
W 2012 po konflikcie i rozstaniu się z dotychczasowym trenerem Bogumiłem Chlebińskim, trenerem klubowym została początkująca trenerka młociarzy Malwina Sobierajska. W 2016 zajął trzecie miejsce na igrzyskach olimpijskich w Rio de Janeiro, a na kolejnych w Tokio został mistrzem olimpijskim. Złoty medal w Tokio zadedykował zmarłej niespodziewanie dwanaście lat wcześniej polskiej młociarce, Kamili Skolimowskej. We wrześniu 2021 jego trenerką została Joanna Fiodorow.

## Życie prywatne
W 2013 ukończył studia na Wydziale Mechanicznym Politechniki Białostockiej z tytułem magistra inżyniera o specjalności automatyka-robotyka. Mieszka w Białymstoku. Ma żonę Annę i córkę Amelię.
W październiku 2018 rozpoczął służbę wojskową.

## Rekordy życiowe
- rzut młotem – 82,52 m (4 sierpnia 2021, Tokio) – 3. wynik w historii polskiej lekkoatletyki[14]

## Osiągnięcia
| Rok  | Impreza                                 | Miejsce        | Lokata     | Wynik  |
| ---- | --------------------------------------- | -------------- | ---------- | ------ |
| 2011 | Młodzieżowe mistrzostwa Europy          | Ostrawa        | 5. miejsce | 72,20  |
| 2013 | Uniwersjada                             | Kazań          | 5. miejsce | 75,32  |
| 2015 | Mistrzostwa świata                      | Pekin          | 3. miejsce | 78,55  |
| 2015 | IAAF Hammer Throw Challenge             |                | 7. miejsce | 230,04 |
| 2016 | Mistrzostwa Europy                      | Amsterdam      | 3. miejsce | 77,53  |
| 2016 | Igrzyska olimpijskie                    | Rio de Janeiro | 3. miejsce | 77,73  |
| 2016 | IAAF Hammer Throw Challenge             |                | 3. miejsce | 232,63 |
| 2017 | Mistrzostwa świata                      | Londyn         | 3. miejsce | 78,03  |
| 2017 | IAAF Hammer Throw Challenge             |                | 2. miejsce | 236,32 |
| 2018 | Athletics World Cup                     | Londyn         | 1. miejsce | 77,94  |
| 2018 | Mistrzostwa Europy                      | Berlin         | 1. miejsce | 80,12  |
| 2018 | Puchar interkontynentalny               | Ostrawa        | 6. miejsce | 71,74  |
| 2018 | IAAF Hammer Throw Challenge             |                | 1. miejsce | 241,89 |
| 2019 | Superliga drużynowych mistrzostw Europy | Bydgoszcz      | 1. miejsce | 78,84  |
| 2019 | Mecz Europa – USA                       | Mińsk          | 2. miejsce | 78,33  |
| 2019 | Mistrzostwa świata                      | Doha           | 3. miejsce | 77,69  |
| 2019 | Światowe wojskowe igrzyska sportowe     | Wuhan          | 1. miejsce | 77,38  |
| 2019 | IAAF Hammer Throw Challenge             |                | 2. miejsce | 237,47 |
| 2021 | Igrzyska olimpijskie                    | Tokio          | 1. miejsce | 82,52  |
| 2022 | Mistrzostwa świata                      | Eugene         | 2. miejsce | 81,03  |
| 2022 | Mistrzostwa Europy                      | Monachium      | 1. miejsce | 82,00  |
| 2023 | I dywizja drużynowych mistrzostw Europy | Chorzów        | 1. miejsce | 79,61  |
| 2023 | Mistrzostwa świata                      | Budapeszt      | 2. miejsce | 81,02  |
| 2024 | Mistrzostwa Europy                      | Rzym           | 1. miejsce | 80,95  |
| 2024 | Igrzyska olimpijskie                    | Paryż          | 7. miejsce | 77,42  |

## Odznaczenia i wyróżnienia
- Srebrny Krzyż Zasługi (2016)[15][16]
- Krzyż Oficerski Orderu Odrodzenia Polski (2021)[17]
- Złoty Absolwent Politechniki Białostockiej (2016)[18]
- Najlepszy sportowiec Podlasia za rok 2015 – tytuł przyznany przez 20. Podlaską Radę Olimpijską w Białymstoku[19].